# Eddy Beugels
Eddy Beugels (Sittard, Limburgo, 19 de março de 1944-12 de janeiro de 2018) foi um ciclista neerlandês que foi profissional entre 1967 e 1970.

## Palmarés
1965
- Vencedor de uma etapa à Olympia's Tour

1966
- 1º na Volta à Holanda Setentrional
- 1º na Omloop van de Baronie

1968
- 1º no Grande Prêmio de Frankfurt

1970
- 1º no Grande Prêmio Flandria
- Vencedor de uma etapa à Volta à Suíça

### Resultados no Tour de France
- 1968. 55º da classificação geral
- 1969. 83º da classificação geral
- 1970. 81º da classificação geral

### Resultados na Volta a Espanha
- 1967. Abandona